# Hanna Birna Kristjánsdóttir
Hanna Birna Kristjánsdóttir , née le 12 octobre 1966 à Reykjavik, est une femme politique islandaise, membre du Parti de l'indépendance.

## Biographie

### Formation
Hanna Birna obtient une licence de science politique à l'université d'Islande en 1991 puis un master de science politique internationale et européenne à l'université d'Édimbourg en 1993.

### Carrière politique
Hanna Birna est maire de Reykjavik du 21 août 2008 au 15 juin 2010.
Elle est la première députée élue pour la nouvelle circonscription de Reykjavíkurkjördæmi suður (ou Reykjavik Sud) en 2013 puis devient ministre de l'Intérieur cette même année. 
Le 21 novembre 2014, elle démissionne de son poste de ministre de l'Intérieur en réponse à la divulgation d'informations concernant des demandeurs d'asile par l'un de ses conseillers. Hanna Birna a toujours affirmé n'avoir aucune connaissance des actions de son conseiller, mais sa démission prend effet le 4 décembre 2014 après que son conseiller ait plaidé coupable devant le tribunal de district de Reykjavik le 11 novembre 2014,.
Elle décide de ne pas se représenter aux élections législatives islandaises de 2016.